# Ingvild Bakkerud
Ingvild Kristiansen Bakkerud, née le 9 juillet 1995 à Kongsberg, est une handballeuse internationale norvégienne qui évolue au poste d'arrière gauche.

## Palmarès

### En sélection
Championnats du monde
- finaliste au championnat du monde 2023

autres
- 4e place au championnat d'Europe des moins de 19 ans en 2013[1]
- troisième du championnat du monde jeunes en 2012